# Arytera divaricata
Arytera divaricata är en kinesträdsväxtart som beskrevs av Ferdinand von Mueller. Arytera divaricata ingår i släktet Arytera och familjen kinesträdsväxter. Inga underarter finns listade i Catalogue of Life.